# مایک کارول
مایک کارول (انگلیسی: Mike Carroll؛ زادهٔ ۱۰ سپتامبر ۱۹۵۲) بازیکن فوتبال است.
از باشگاه‌هایی که در آن بازی کرده‌است می‌توان به باشگاه فوتبال لیورپول و باشگاه فوتبال گریمزبی تاون اشاره کرد.